# 사면발니
사면발니 또는 사면발이(crab louse)는 이목에 속하는 기생충의 한 종류이다.

## 특징
몸길이는 1.4mm가량으로 육안으론 식별이 다소 힘들며, 주로 짐승의 털에 붙어 기생하며 피를 빨아 먹으며 살아간다. 몸은 하얗고 원형으로 게와 비슷한 모습을 띠고 있다.
앞다리가 가운뎃다리와 뒷다리에 비해 빈약하며, 가운뎃다리와 뒷다리의 발톱은 털을 잡기에 알맞다. 사람의 생식기 주위나 겨드랑이 밑에 있는 털에 붙어 입을 피부 속으로 찔러넣고 혈액을 빨아먹는다. 알은 30개가량 낳고, 알에서 성충이 되기까지는 약 13 17일이 걸린다.
흡혈시 숙주에게 간지러움 증을 유발하여 숙주가 환부를 긁어도 그 가려움은 사라지지 않는다.
성적 접촉시 감염매개가 되어 숙주를 옮기기도 한다.

## 감염 원인과 퇴치 방법
감염은 주로 성적 접촉으로 인해 이루어지며, 퇴치를 위해서는 주로 연고 형태의 외용약(바르는 약)을 사용한다.